# Carchesium
Carchesium ist eine Gattung einzelliger, koloniebildender Glockentierchen (Vorticellidae) aus der Unterklasse der Peritrichia.

## Beschreibung
Die Arten der Gattung bilden Kolonien, die gestielt-verzweigt von baumartiger Gestalt sind, bis zu 4 Millimeter hoch werden und aus über einhundert Individuen („Zooiden“) bestehen können. Die jeweils am Ende einer Verzweigung sitzenden Zooiden sind glockenförmig. Jedes Zooid besitzt jeweils ein eigenes Myonem, das über die ganze Länge ihrer Stiele verläuft, aber mit den Myonemen der anderen Zooiden der Kolonie unverbunden ist. Aufgrund der Einzelmyoneme kontrahieren die Zooide nicht synchron zueinander. Die Mundbewimperung besteht aus Kineten am Vorderende der Zelle, die sich gegen den Uhrzeigersinn drehen. Üblicherweise ist ein fadenförmiger Großkern vorhanden. Eine Lorica fehlt.

## Verbreitung
Die Arten der Gattung finden sich in Süß- und Salzwasser gleichermaßen, sie besiedeln Wasserpflanzen oder kleine Wassertiere.

## Arten
Zur Gattung gehören u. a.:
- Carchesium gracilis
- Carchesium polypinum
- Carchesium steueri